# Палєвине
45°49′ пн. ш. 16°49′ сх. д. / 45.82° пн. ш. 16.81° сх. д.
Палєвине (хорв. Paljevine) — населений пункт у Хорватії, у Б'єловарсько-Білогорській жупанії у складі громади Іванська.

## Населення
Населення за даними перепису 2011 року становило 240 осіб.
Динаміка чисельності населення поселення: